# Autalia inopinata
Autalia inopinata är en skalbaggsart som beskrevs av Volker Assing 2003. Autalia inopinata ingår i släktet Autalia och familjen kortvingar. Inga underarter finns listade i Catalogue of Life.